# Беленький, Семён Захарович
Семён Заха́рович Бе́ленький (14.06.1916 — 21.09.1956) — советский физик-теоретик, доктор физико-математических наук (1946), лауреат Сталинской премии (1953).

## Биография
Родился в Москве. Окончил школу-семилетку (1931), ФЗУ Московского электрозавода по специальности токарь (1933), МГУ по специальности «теоретическая физика» (1938) и его аспирантуру.
В 1941 году защитил кандидатскую диссертацию на тему «Каскадная теория ливней», научный руководитель И. Е. Тамм. В 1941—1943 гг. — старший научный сотрудник Центрального аэрогидродинамического института (ЦАГИ).
С 1943 — докторант и старший научный сотрудник, с 1948 года заведовал сектором теоретического отдела в Физическом институте АН СССР. С марта 1951 по ноябрь 1953 года в штате КБ-11 (по состоянию здоровья работал в Москве), затем снова в теоретическом секторе ФИАН.
Доктор физико-математических наук (1946, диссертация «Лавинные процессы в космических лучах»).
Участник создания термоядерного оружия, вместе с А. Д. Сахаровым входил в группу И. Е. Тамма.
Дочь Елена — астрофизик, доктор физико-математических наук, профессор НИИЯФ МГУ.
Умер 21 сентября 1956 года после продолжительной тяжёлой болезни сердца.

## Научная деятельность
Научные интересы: физика космических лучей (теория каскадных ливней, гидродинамическая и статистическая теории множественного образования частиц при высоких и сверхвысоких энергиях). Завершил создание теории электронно-фотонных ливней в космических лучах, обобщил статистическую теорию множественного рождения частиц Ферми и распространил её на случай небольшого числа образующихся частиц. Доказал общую теорему, связывающую волновое сопротивление тела в сверхзвуковом потоке с возрастанием энтропии в скачках уплотнения. Построил теорию «конденсационных» скачков. Среди его учеников: С. И. Сыроватский, Н. М. Герасимова, И. П. Иваненко, Е. С. Фрадкин и др.
В 1956 году впервые предложил параметризацию дифференциальных сечений упругого рассеяния.

## Награды
- Сталинская премия 2-й степени — за теоретическое и экспериментальное изучение турбулентного перемешивания (Сталинские премии по Постановлению СМ СССР № 3044-1304сс от 31 декабря 1953 года).
- Премия АН СССР им. Н. Д. Папалекси (1949) за работу «Лавинные процессы в космических лучах».
- Награждён орденом Ленина (январь 1954) и медалью «За доблестный труд в Великой Отечественной войне 1941—1945 гг.»

## Основные работы
- Лавинные процессы в космических лучах / М. ; Л. : ОГИЗ. Гос. изд-во технико-теорет. лит., 1948 — электронная книга на портале электронной библиотеки «Научное наследие России».